# Histoire de la Vendée
Pour un article plus général, voir Vendée (département).
Histoire du département de la Vendée, héritier de l'ancienne région historique et culturelle du Bas-Poitou, de la Préhistoire à nos jours.

## De la Préhistoire à l’histoire
Le peuplement de la Vendée est très ancien.

### Mésolithique
Le territoire qui deviendra la Vendée était peuplé dès le Mésolithique, notamment par les populations de la Culture du Retzien. Cette culture, qui s'étendait essentiellement sur la Vendée ainsi que dans l'estuaire de la Loire, se caractérise par un mélange entre des traits culturels issus du Téviecien (culture mésolithique de la péninsule Bretonne) et des caractéristiques issues des cultures néolithiques en provenance du sud de l'Europe.

### Néolithique
Le Néolithique a laissé de nombreuses traces de multiples pierres polies trouvées au hasard des labours ainsi que d'une vingtaine de camps, dont celui de Champ-Durand à Nieul-sur-l’Autise, lesquels attestent de la présence de populations vivant de l’élevage. À une époque sans doute plus tardive, vers le V-ème millénaire avant J-C, le mouvement culturel du mégalithisme s'est diffusé relativement rapidement quasiment sur l'ensemble de la façade atlantique européenne probablement depuis l'Armorique et plus précisément depuis la péninsule Bretonne. On note d’abondants mégalithes épars en Vendée, cependant plus concentrés sur l’île d’Yeu. Toutefois c'est le Pays Talmondais qui constitue la région de Vendée comportant la plus grande densité de mégalithes ce qui lui a parfois valu le surnom de "Carnac Vendéen". Le Bernard et Avrillé recèlent en quantité dolmens et menhirs.

## Antiquité
Les Celtes migrent depuis le sud de l'actuelle Allemagne (Culture de la Tène, Culture de Hallstatt) et amènent avec eux la civilisation du fer.

### Le territoire des Ambilatres

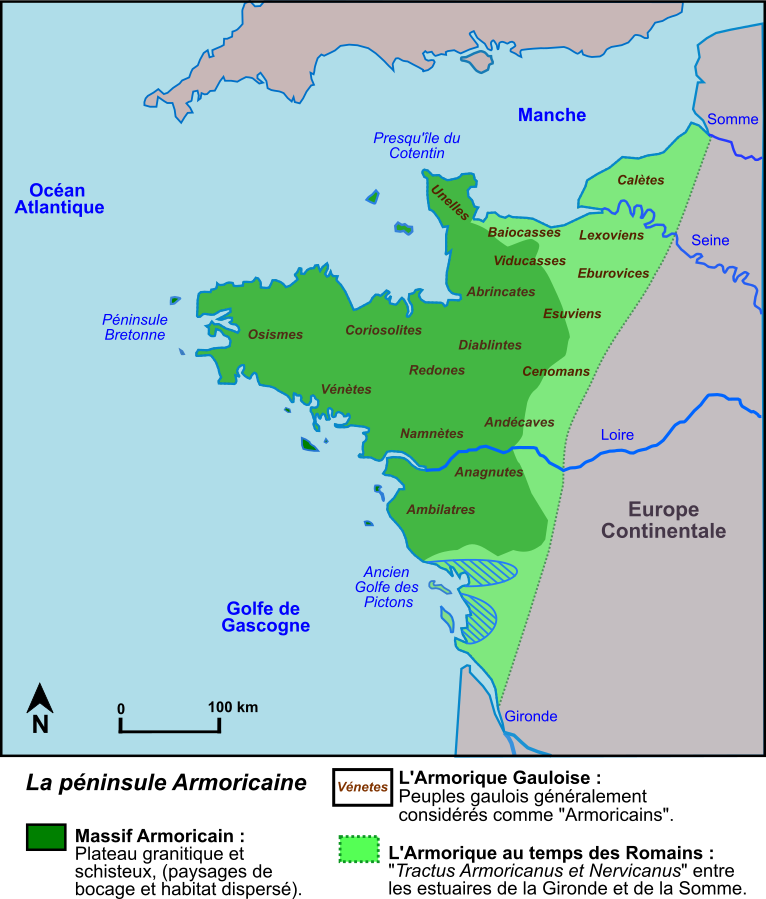
Carte des peuples gaulois Armoricains

Avant la conquête romaine de l'Armorique, en -56 avant J-C, cette partie du plateau armoricain située au sud de la Loire, qui incluait l'essentiel de l'actuelle Vendée, ainsi que la partie sud de l'actuelle Loire Atlantique et du Maine-et-Loire était vraisemblablement habitée par le peuple gaulois des Ambilatres.
Localisé de part et d'autre de la Sèvre Nantaise, d'où lui viendrait son nom, ce peuple habitait un territoire correspondant vraisemblablement à ce qui devint par la suite le Pagus Arbatilicus ou Pays d'Herbauges. Ces tribus créèrent de nombreuses bourgades et firent vivre toute la région jusqu'à la conquête romaine.
Les Ambilatres échangeaient avec les autres peuples armoricains et notamment avec leurs alliés, les Vénètes, situés sur la rive nord de la Loire.

### La rivalité entre les Pictons et les Vénètes
Les Pictons, eux, s’installent dans les plaines, à l'est et au sud du territoire des Ambilatres, autour du seuil du Poitou entre le golfe qui porte leur nom – aujourd’hui devenu le marais poitevin – et les régions en bordure méridionale de la Loire. Avant la conquête romaine, les Pictons s'étaient déjà installés au sud-est du territoire de l'actuelle Vendée. En effet, à l'est de la plaine vendéenne, ils construisirent une ville sur le site des Chirons au Poiré-sur-Velluire par laquelle ils accédaient probablement au Golfe des Pictons et au-delà, à l'océan Atlantique.
Peuple très puissant, les Pictons étaient en rivalité avec les Vénètes pour le contrôle de l'estuaire de la Loire par lequel passait probablement la route de l'étain, axe commercial majeur entre les îles Britanniques et le bassin méditerranéen.
En plus des Ambilatres et des Pictons, on distingue une tribu plus modeste citée par Pline l'Ancien dans l'Histoire Naturelle
- les Anagnutes probablement dans les Mauges.

## Les Gallo-Romains en Vendée

### Le rattachement du territoire des Ambilatres à la Cité des Pictons et à la province d'Aquitaine

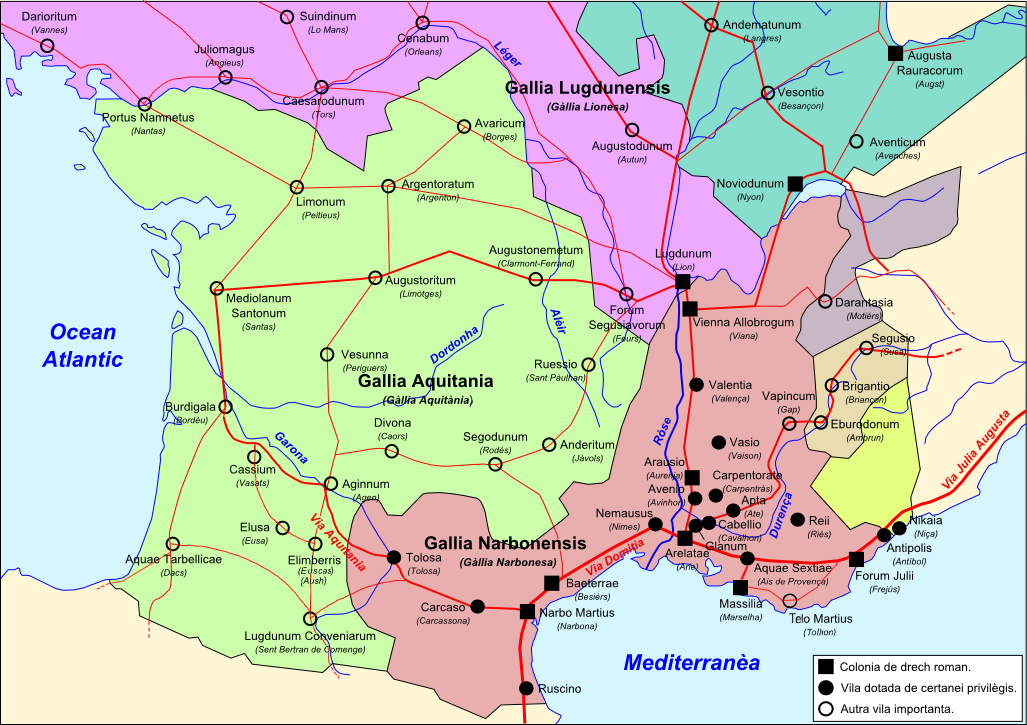
Carte de la province romaine d'Aquitaine du après J-C.

Le Bas-Poitou et l'Armorique voient arriver les légions de César en 57 av. J.-C. Le chef des Pictons, Duratius, qui perçoit le peu de chances de victoire vu  les nombreuses divisions des tribus, se rend pour éviter la destruction, lors du siège de Durinum (Saint-Georges-de-Montaigu). César pactise avec les Pictons et commande à ces marins des bateaux pour lutter contre les Celtes du nord, les Vénètes, bateaux qui seront construits à Sidunum et, en échange, les exonère d'impôts et leur donne le territoire de la Vendée, allié des Vénètes, en le détachant de l'Armorique celtique. La Cité des Pictons, dont le territoire connaît alors une importante expansion territoriale vers l'ouest (sur la Vendée, les Mauges et le Pays de Retz), est intégré à la Province Romaine d'Aquitaine. Mais ce n'est qu'à partir du siège d'Alésia que le Bas-Poitou sera romain, puisqu'une partie de la Cité des Pictons avait envoyé 8 000 hommes pour aider Vercingétorix dans sa lutte.
Alors naît la coopération gallo-romaine au cours de laquelle les occupants structurent l'administration et la société, tandis que les Pictons cultivent avec succès une terre très difficile et, par la côte, multiplient les échanges commerciaux grâce en particulier au mystérieux Portus Secor. Des voies romaines sillonnent le pays, allant du sud au nord, reliant Fontenay-le-Comte à Déas (Saint-Philbert-de-Grand-Lieu) par Aizenay, ou encore reliant Bélesbat (l'antique cité disparue) à Déas par La Mothe-Achard et Apremont.

### Christianisation de la région
Peu à peu, la christianisation pénètre le Bas-Poitou. Lorsque saint Domnin est martyrisé à Avrillé (il a refusé d'abjurer sa fol chrétienne face à un légionnaire romain), l'empereur Constantin ne s'est pas encore converti à la nouvelle religion. Ce n'est donc qu'au IVe siècle que celle-ci, devenue officielle, va pouvoir se répandre sans danger dans nos contrées. Plusieurs évangélisateurs œuvrent en Bas-Poitou prêchant et christianisant les lieux d'ancien culte celtique (bois sacrés et fontaines). Saint Hilaire de Poitiers (dont 8 communes ont gardé le souvenir dans leur nom), saint Martin de Vertou (au patronyme également conservé par 5 communes) sont les plus actifs. Mais saint Benoît dans les environs d'Aizenay et saint Vivent dans le pays d'Olonne, tout comme saint Macaire et saint Florent de Cahors dans les Mauges, concourent aussi à l'expansion du christianisme. Avec eux se développe l'Église et s'établissent les fondements du monachisme.

## Les invasions barbares et la période carolingienne
La domination romaine sur le Bas-Poitou fut battue en brèche lorsque, dans la première moitié du Ve siècle, déferlèrent les Wisigoths. La Vendée, sans doute peu marquée par ce peuple installé plus au sud, auquel elle obéit cependant, passe ensuite sous la tutelle des Francs (victoire de Clovis à Vouillé en 507) et, suivant les partages d'héritages qui lui succèdent, connaît l'anarchie politique. Surviennent alors les invasions des Sarrazins, défaits à Poitiers en 732 par Charles Martel et dont la tradition prétend que certains d'entre eux, échappés à la déroute, seraient venus jusqu'en Vendée pour y faire souche.
À cette époque, se mettent en place les villas carolingiennes, qui préfigurent les futures seigneuries, Charlemagne construisant ce qui sera l'administration féodale, tandis que, non loin des côtes, s'érigent de nombreuses abbayes. Ainsi Saint-Philibert fonde Noirmoutier, puis Luçon et Saint-Michel-en-l'Herm, qui souffriront les premières des invasions des Vikings. Les drakkars s'ancrent sur nos côtes, dans la baie de Bourgneuf, l'île de Noirmoutier et le golfe des Pictons aux nombreuses îles, les marais d'Olonne et du Talmondais. Ils remontent les petits fleuves côtiers, Vie, Jaunay, Lay et Sèvre pour y porter plus loin leurs violences et leur ruine. Pendant près d'un siècle, les côtes du Bas-Poitou sont souvent dévastées et vivent dans la peur.

### Comté d'Herbauges
En 820 les seigneuries du Bas-Poitou s'organisent afin de lutter efficacement contre la menace viking. Ils se regroupent afin de se défendre efficacement contre les razzias normandes. Ainsi fut créé le comté d'Herbauges.
Le comté d'Herbauges recouvrait le Bas-Poitou comprenant le Pays de Retz actuel, plus le nord de la Vendée depuis les îles côtières (Noirmoutier, Bouin), jusqu'à Tiffauges, la vallée de Clisson et les Mauges à l'intérieur des terres.
Il faudra que le roi Charles le Simple donne aux Vikings ce qui deviendra la Normandie et que, le pays s'étant couvert de fortifications, le comte de Limoges résiste en 1018, pour que les persécutions prennent fin réellement.

## Le Moyen Âge et les querelles féodales
Née par le besoin de protection qu'éprouvaient les populations, la féodalité tisse les mailles de sa hiérarchie et organise la société autour des deux pôles que sont l'église et le château. Les abbayes se multiplient (Maillezais, l'île Chauvet, la Grainetière, Trizay) et fondent de multiples prieurés et autant de paroisses. Elles connaissent une forte prospérité grâce aux donations faites par les plus puissants seigneurs qui veulent aider à la rédemption de leur âme. Un peu partout les moines se mettent à l'œuvre, s'attaquant aux forêts ou à l'assainissement des marais, tandis que les premières mottes féodales pourvues de fortifications de bois sont remplacées par d'imposants châteaux forts en lourds moellons. Ainsi à Fontenay-le-Comte, à Luçon, à Montaigu, à Apremont, à Talmont, à Olonne, à Mervent, aux Herbiers. À la tête de cette région se trouvent les comtes de Poitou, qui sont également ducs d'Aquitaine. C'est l'époque d'une expansion économique, avec progrès de l'agriculture et développement des activités côtières, pêche, commerce et sel, et religieuse, avec l’édification de nombreuses églises de style roman, dont certaines subsistent : La Chaize-le-Vicomte, Foussais, Longeville, Saint-Nicolas-de-Brem, Vieux-Pouzauges par exemple.
Le Poitou devient une composante de ce que l'on appelle aujourd'hui l'empire Plantagenêt par le remariage d'Aliénor d'Aquitaine, héritière des comtes de Poitou, avec le roi d'Angleterre Henri II Plantagenêt en 1157. Richard Cœur de Lion, son fils, qui aime beaucoup le Poitou, se révolte contre son père avant de lui succéder en 1189. Richard Cœur de Lion, qui fait de Talmont un de ses lieux de résidence, comble de ses faveurs les abbayes de Talmont et d'Orbestiers et fonde celles de Lieu-Dieu en Jard et d'Angles.
À sa mort, c'est son frère Jean qui lui succède. Souverain cupide et violent, il s'en prend à la grande famille des Lusignan, ce qui provoque la réaction des féodaux du Poitou et, sur leur demande, l'intervention du roi de France Philippe-Auguste qui reconquiert la province. En fait, la situation est indécise jusqu'en 1214 lorsque le prince Louis défait Jean à la Roche-aux-Moines et Philippe-Auguste ses alliés à Bouvines, avant d'accorder aux bourgeois de Poitiers des privilèges. Le Poitou est vraiment français lorsque saint Louis, contre lequel Geoffroy de Lusignan s'est révolté, le reconquiert. Il le remet alors en apanage à son frère Alphonse de Poitiers. Le XIIIe siècle est une période de progrès commercial (pour Fontenay et les ports vendéens), d'amélioration de la condition paysanne (affranchissement de nombreux serfs), d'assèchement des zones marécageuses (marais Breton et Poitevin) et de développement de l'Église (l'évêché de Poitiers est diminué des diocèses de Luçon et Maillezais nouvellement constitués en 1317).

## La guerre de Cent Ans
Lorsque les Plantagenêts affirment leurs droits sur la Couronne de France, la guerre, à partir de 1346 à Crécy, se concentre dans le nord de la France, mais la côte vendéenne connaît les incursions des Anglais, qui débarquent à Talmont et incendient l'abbaye d'Orbestiers. La grande peste fait ensuite passer les combats au second plan (1348-1350).
La deuxième campagne voit les Anglais débarquer en Poitou et vaincre Jean le Bon à Poitiers en 1356. Jean Chandos, lieutenant du Prince Noir (Richard II) conquiert Niort, Fontenay, La Roche-sur-Yon, Montaigu, et ses troupes sèment à travers les campagnes la "terreur anglaise". Le traité de Brétigny donne à l'ennemi les territoires poitevins (1360).
Charles V rompt le traité en 1369, nomme Bertrand Du Guesclin connétable et lui confie la reconquête. Celui-ci, aidé par Olivier de Clisson, épuise les Anglais par un harcèlement continu, reprend une à une les villes perdues et fait même tomber Poitiers en 1372. Le roi le récompense en lui confiant la châtellenie de Fontenay. Le Poitou revient alors en apanage au frère du roi le duc de Berry (celui des "Très Riches Heures") et, pendant vingt ans, se relève de la ruine, restaure ses défenses et retrouve la quiétude.
Mais la guerre civile et les désordres, augmentés de l'incapacité d'un roi fou (Charles VI), relancent les ambitions du roi d'Angleterre. Henri V débarque en Normandie, triomphe à Azincourt en 1415 et se fait livrer le royaume de France par le traité de Troyes. Le dauphin (futur Charles VII) se réfugie à Poitiers dont il fait sa capitale, mais son armée ne subit que des revers contre les occupants.
C'est alors que surgit Jeanne d'Arc. Lors de son épopée, la Pucelle d'Orléans est accompagnée par de nombreux seigneurs du Bas-Poitou : Gilles de Rais, Chabot-Perceval de La Roche-sur-Yon et Arthur de Richemont de Fontenay. Malgré l'arrestation de l'héroïne, l'impulsion est donnée et les armées du remarquable Charles VII, bataille après bataille, vont reconquérir le royaume par les victoires de Formigny (1450) et Castillon-la-Bataille (1453).

## De LouisXIà la Renaissance
Après ces longues périodes de troubles, les territoires bas-poitevins entrent dans un siècle de prospérité. Le premier souverain d'après la guerre de Cent Ans, Louis XI, aime et connaît le Bas-Poitou puisqu'il y vient pour ordonner le développement du port des Sables en 1472. Il accorde des libertés communales à Fontenay et des privilèges fiscaux aux Sablais. La prospérité économique revient avec la progression du commerce du sel, le Marais Poitevin devenant, au XVIe siècle, un grand entrepôt européen pour cette denrée.
Fontenay-le-Comte, en bordure du marais, devient une grande cité, capitale du Bas-Poitou, et connaît un éveil intellectuel et artistique de premier ordre, accompagné d'un bel élan d'urbanisme. Tout ce que la Renaissance affiche de nouveautés et d'élégances se retrouve dans cette "capitale des beaux esprits", comme elle a été nommée à l'époque. Les juristes Tiraqueau, Brisson, les poètes Nicolas Rapin, André de Rivaudeau et les écrivains Rabelais, le médecin Pierre Brissot, ennemi de la saignée, les artistes Liénard de la Réau, Colombe et le mathématicien François Viète fondateur de l'algèbre nouvelle et maître des requêtes des rois Henri III et Henri IV, portent très loin la renommée de la ville, à la pointe des progrès de la connaissance et des arts. Le mouvement déborde à l'ensemble du Bas-Poitou où fleurissent de nombreuses demeures dans le goût nouveau, imprégné de relents italiens : Terre-Neuve, Puy du Fou, Apremont, Les Granges-Cathus.

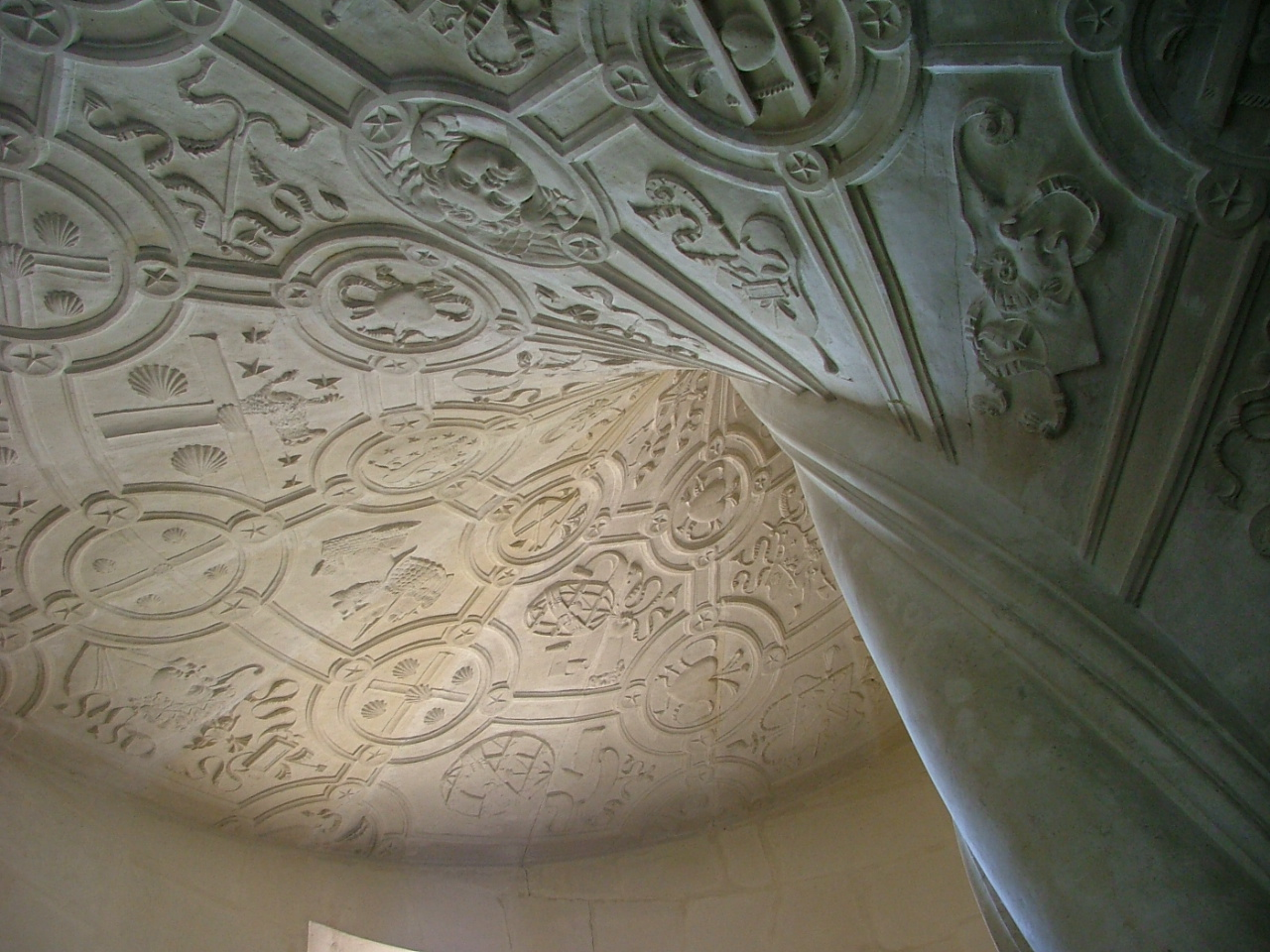
Le magnifique escalier renaissance des Granges-Cathus à Talmont-Saint-Hilaire

Mais cette recherche de la nouveauté s'enfonce jusque dans les croyances et la foi chrétienne. La Renaissance, en Vendée comme partout, est inséparable de la Réforme.

## La Réforme et les guerres de religion
Dès 1515, Michelle de Saubonne, de la famille des Parthenay-l'Archevêque, est favorable à la Réforme, Elle a rencontré Calvin à Ferrare et quand elle revient au Parc Soubise à Mouchamps, elle apporte la nouvelle doctrine qu'elle fait prêcher sur ses terres car elle souhaite moins de licence dans l'Église et plus une religion épurée. Les Bouchards, les Rohans, les seigneurs de Pons la suivent dans cette voie. Sa fille, Anne de Parthenay, sa belle-fille, Antoinette d'Aubeterre, puis son fils Soubise et enfin sa petite-fille, l'humaniste Catherine de Parthenay poursuivront cet héritage.
Lorsque Calvin arrive à Poitiers en 1534, il trouve un terrain favorable, et ses idées se répandent. Déjà les premières persécutions se déclenchent en Vendée contre les réformés. Aux Essarts, où Marie Bécot est brûlée vive, à Fontenay, à Breuil-Barret, à Bournezeau, à La Châtaigneraie, partout des hommes ou des femmes sont arrêtés et condamnés à mort entre 1534 et 1548, tandis que, renforcée par la répression au lieu d'en être amoindrie, la religion calviniste progresse, se développe avec insistance à Mareuil ou à Montaigu, touchant d'abord les nobles qui entraînent à leur suite les populations rurales. Pouzauges, Chantonnay, Mouilleron-en-Pareds, Aizenay, Poiroux deviennent des bastions du calvinisme en Vendée, mais aussi La Chaume, Saint-Gilles-sur-Vie et Beauvoir-sur-Mer.
Lorsque le massacre de Wassy en 1562 déclenche les combats entre catholiques et protestants, le bocage vendéen devient le théâtre d'engagements multiples : combat de Mouilleron, saccage de Luçon et des bourgades environnantes (avril 1562), siège et occupation de Fontenay. Pouzauges, Montaigu, La Châtaigneraie sont prises par les Huguenots en 1563 qui se réunissent en synode à Puybelliard. La paix d'Amboise ramène cependant le calme.
Jusqu'à la Saint-Barthélémy en 1572, les violences s'allument puis s'éteignent au gré des trêves et des reprises de combats. Les scènes de pillage, d'incendie, perpétrées par l'un ou l'autre parti, se répètent et ravagent la Vendée : Bournezeau, Les Moutiers, Aubigny, Les Lucs, Martinet, La Mothe-Achard, Maillezais et les autres abbayes, Luçon et Fontenay de nouveau, Les Sables-d'Olonne, entre autres subissent les déchaînements guerriers, sont les enjeux de prises et de reprises et connaissent la ruine.
À partir de 1574, le conflit devient plus politique, marqué dans le Bas-Poitou par la présence d'Henri de Navarre, le futur Henri IV. Il participe aux combats jusqu'en 1580, auxquels succèdent une paix relative pendant cinq ans. Henri III, le roi de France, s'allie alors avec le roi de Navarre contre les excès de la Ligue catholique des Guise. Les Parisiens se révoltent contre leur roi et Henri de Navarre se joint aux troupes de son cousin. Mais Henri III, assassiné, laisse son trône à Henri de Navarre qui doit le reconquérir ! Après les victoires d'Arques et d'Ivry (1589 et 1590), il abjure le protestantisme et proclame l’édit de Nantes (1598) pour ramener la paix. Les territoires bas-poitevins, minés par des complications politiques aux fils inextricables, refusent pourtant de désarmer. Henri IV doit revenir en Bas-Poitou pour réduire les derniers ligueurs. Il nomme alors Sully gouverneur du Poitou et met tout en œuvre pour réparer les dommages de la guerre : il développe les communications, reprend l'assèchement des marais abandonné et encourage l'agriculture. L'œuvre de reconstruction est en bonne voie lorsqu'Henri IV est assassiné en 1610 par Ravaillac.

## LesXVIIeetXVIIIesiècles
Bien que province à part entière, le Poitou est un peu oublié par la monarchie centralisatrice des XVIIe et XVIIIe siècles. Seules les conséquences des guerres de religion marquent encore la contrée. En 1622 d'abord, lorsque les protestants, qui ont repris les armes sous la direction de Benjamin de Rohan, prennent Les Sables-d'Olonne et Talmont, et menacent de nouveau d'enflammer le pays. C'est Louis XIII lui-même qui vient les combattre puis les vaincre dans les marais de Riez et séjourne alors à Apremont. Le siège de La Rochelle achève de réduire les forces des réformés. Cette nouvelle insurrection des nobles bas-poitevins entraîne la destruction de beaucoup des forteresses du Moyen Âge — et même parfois de châteaux plus récents — décidée par le ministre Richelieu qui connaît bien son ancien évêché de Luçon. Talmont, Tiffauges, Commequiers, par exemple, sont ainsi démantelés.

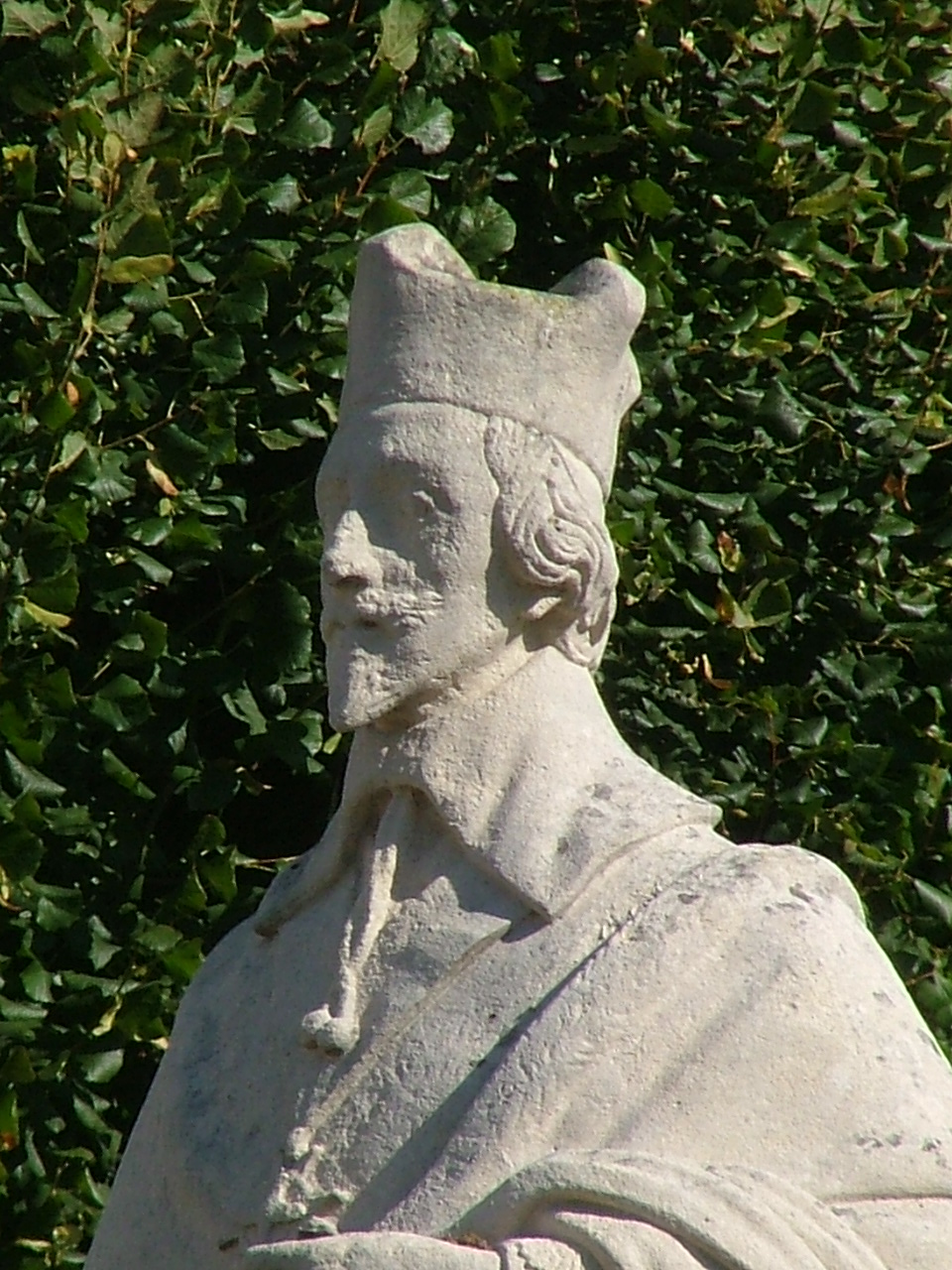
Statue de Richelieu, évêque de Luçon.

Les protestants, dont l'importance politique et militaire venait d'être anéantie, gardèrent cependant durant quelques décennies la liberté de pratiquer leur culte. Mais avec l'avènement de Louis XIV, qui ne conçoit d'autre religion que la sienne, ils sont de nouveau persécutés par les dragonnades. Les Huguenots se retirent dans des lieux isolés pour célébrer leurs offices : ce sont les assemblées du Désert (certains lieux-dits en conservent encore le souvenir). En 1685, Louis XIV révoque l’édit de Nantes par l’édit de Fontainebleau, supprimant officiellement la religion protestante : beaucoup se réfugient dans la clandestinité, mais nombreux sont ceux qui préfèrent s'exiler et faire souche aux Pays-Bas ou en Allemagne.
Ces siècles ont marqué la Vendée de deux personnages prestigieux. L'un au destin national, le cardinal de Richelieu, l'autre, véritable missionnaire de l'après-calvinisme, le père Grignion de Montfort. Armand Jean du Plessis de Richelieu, originaire du Haut-Poitou, a vingt-trois ans lorsqu'il est nommé évêque de Luçon et parvient dans ce qu'il prétend être « l'évêché le plus crotté de France ».
Il est vrai que villages et consciences ont été ravagés par les guerres. Il s'attelle à la tâche avec zèle et, promoteur de la contre-réforme, applique les principes décidés par le concile de Trente. Il fait restaurer la cathédrale et le palais épiscopal, fonde l'un des premiers séminaires de France, restaure l'ordre et la moralité dans le clergé et développe les ordres religieux pour lutter contre le calvinisme. Il démissionne de son poste en 1623, appelé à des responsabilités de la plus haute importance. Nommé cardinal en 1622, il devient en 1624 le principal ministre de Louis XIII, jusqu'à sa mort en 1642, qui précède d'un an seulement la mort du roi de France auquel son œuvre de remarquable homme d’État reste attaché.
Louis-Marie Grignion de Montfort est un Breton d'origine, né en 1673 et qui suivit une carrière ecclésiastique assez laborieuse en s'appuyant toute sa vie durant sur deux pôles essentiels : l'aide aux pauvres et l'apostolat missionnaire. C'est le Pape lui-même qui, refusant le départ de Montfort pour le Canada, l'encourage à organiser des missions en France pour restaurer la foi dans les campagnes. Il se dévoue à cette œuvre dans l'ouest, en Bretagne, en Normandie, à Nantes, organisant des « missions », longues périodes d'offices, de prières et de récollections, souvent ponctuées d'actes matériels comme l'érection de calvaires (la tradition respectée du Père de Montfort a parsemé les paysages vendéens de centaines de croix depuis un siècle), auxquelles participent tous les habitants de paroisse qu'il galvanise par des cantiques dont il écrit les paroles sur des airs connus, voire des chansons grivoises. Jalousé le plus souvent par les prélats des villes où il officie, c'est dans le diocèse de La Rochelle qu'il reçoit le meilleur accueil et, par là, sur le territoire de la Vendée, dont il ramène les habitants, marqués par plus d'un siècle de calvinisme, à la religion catholique, y organisant les plus importantes de ses missions. S'usant au travail, il meurt en 1716 au cours de l'une d'elles, à Saint-Laurent-sur-Sèvre, ville où il est enterré.
Pour le reste, les XVIIe et XVIIIe sont des siècles de prospérité pour la Vendée. L'assèchement des marais qui a repris, l'essor du port des Sables et le nouvel élan d'urbanisme de Fontenay-le-Comte, une expansion de la démographie, le développement de quelques manufactures textiles et l'amélioration des grands chemins royaux, n'effacent pas tout à fait l'immobilisme de la société rurale d'Ancien Régime gérée par la paroisse et la seigneurie.

## Les troubles révolutionnaires

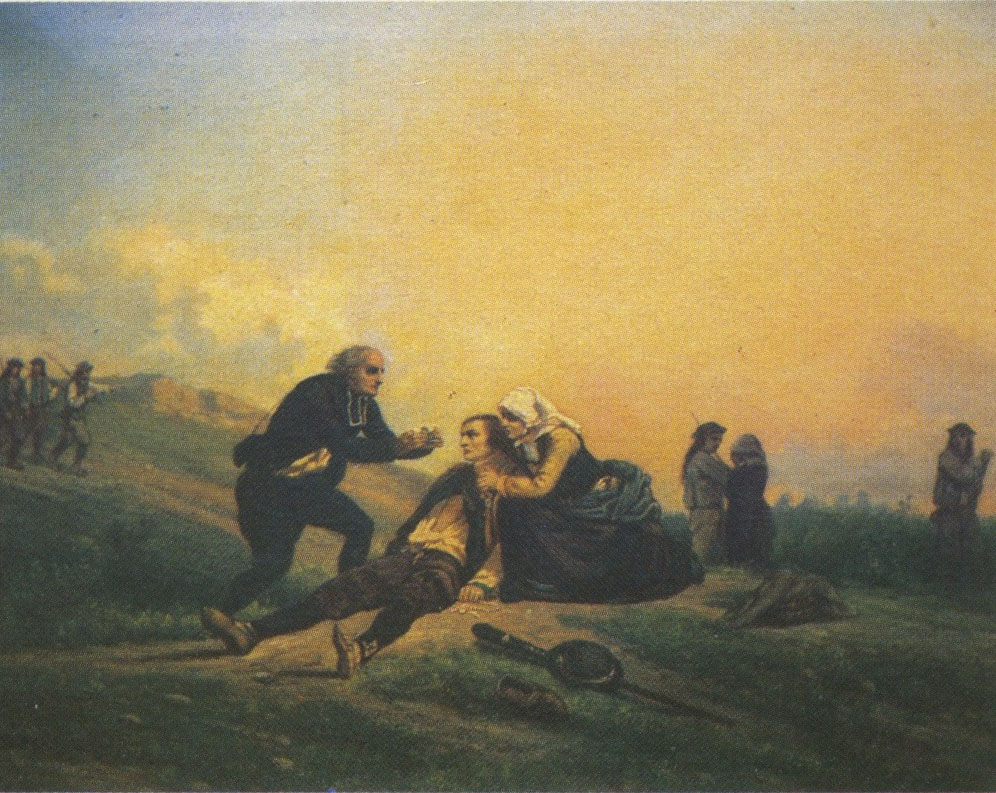
Les Guerres de Vendée représentées par Legrip.

Carte du département de la Vendée en 1790

Quand la Révolution éclate, comme le montrent les cahiers de doléances rédigés au printemps 1789, le monde rural de la France entière attend des transformations, particulièrement une diminution des droits seigneuriaux et de la fiscalité. Il en est en Vendée comme ailleurs. Si la déclaration des Droits de l'Homme passe un peu au-dessus des préoccupations et des intelligences paysannes, la nouvelle de l'abolition des droits féodaux et des privilèges est accueillie avec satisfaction, non sans impacts sur certaines ressources. Ainsi les prés communaux et les bois communaux font l'objet de partages et de ventes, souvent promptement essartés pour l'agriculture.
En 1790, le Grand et le Petit Lay avaient été retenus pour donner leur nom au département de la Vendée. Mais, afin de ne pas froisser la susceptibilité des députés élus dans la région, avec le jeu de mots les deux laids, on leur préféra le nom d’un fleuve beaucoup moins considérable, la Vendée,.
Cependant la nouvelle administration, qui se met en place à partir de 1791, n'est pas toujours bien admise, surtout quand elle se met en devoir d'appliquer la politique religieuse voulue par la Constituante. Les paysans vendéens ne voient pas souvent d'un bon œil la confiscation des biens du clergé, perdent confiance quand on oblige leurs prêtres à prêter serment de fidélité à la nation et refusent bientôt de cautionner un pouvoir qui s'attaque à la religion. Quand la République fait monter Louis XVI sur l'échafaud en janvier 1793, la résignation n'est déjà plus ce qu'elle était et, quand la Convention décrète la levée en masse, l'insurrection éclate.
De 1791 à 1793, les 6 districts (Fontenay-le-Comte, La Châtaigneraie, Montaigu, Challans, Les Sables-d'Olonne et La Roche-sur-Yon) du département de la Vendée fournirent 2 bataillons de volontaires nationaux et 1 compagnie.
Ici et là, dans un mouvement qui fait boule de neige à partir du secteur des Mauges (environs de Cholet), les paysans mettent les services de tirage au sort en fuite, se cherchent des chefs et s'arment pour faire entendre aux autorités leur mécontentement et montrer leur détermination. Très vite, les enthousiastes du nouveau régime, car ils existaient bel et bien, surtout dans les villes, sont montrés du doigt, spoliés de leurs biens, arrêtés ou enrôlés de force. Le mouvement gagne toute une région, que l'on baptisera plus tard la Vendée Militaire et qui comprend le territoire de la Vendée actuelle moins la Plaine et le Marais poitevin, le sud de la Loire-Atlantique, l'ouest du Maine-et-Loire et le nord des Deux-Sèvres.
C'est dans cette région que s'organise la principale armée, l'armée catholique et royale qui comptera de nombreux chefs : Cathelineau, d'Elbée, La Rochejaquelein, alors que d'autres héros illustres apporteront leur contribution aux évènements (Lescure, Bonchamps, Stofflet, Sapinaud). Plus au centre de la Vendée, se met en place l'armée commandée par Royrand, tandis qu'à l'ouest Charette, que ses maraîchins sont allés chercher chez lui, et Jean-Baptiste Joly, le vieux chirurgien de La Chapelle-Hermier, vont multiplier les coups d'éclat. La guerre, insurrection à motif religieux, va devenir politique et afficher très nettement des visées royalistes.
Dans les mois de mars, avril, mai, les victoires vendéennes se succèdent et Beaupréau, Machecoul, Chemillé, Cholet puis Thouars et Saumur sont l'une après l'autre enlevées aux républicains. Seules Fontenay-le-Comte à la mi-mai et Nantes surtout à la fin juin, ont échappé à leur courage, cette dernière tout particulièrement à cause des mésententes entre les chefs. Pourtant, la seconde offensive républicaine est brisée à Vihiers et à Châtillon, mais les Vendéens échouent de nouveau le 14 août devant Luçon, tandis que la Convention, pour venir à bout de ces irréductibles « brigands », envoie les « Mayençais », qui viennent d'abandonner le siège de Mayence sans avoir été vaincus. Kléber à leur tête est subjugué par les qualités militaires déployées lors de la défaite qui lui est infligée à Torfou le 19 septembre.
Mais les troupes de la république rassemblent leurs forces et à Cholet le 17 octobre mettent en déroute l'armée catholique et royale, avec les femmes, les vieillards et les enfants. Ce qui reste après le combat fuit au-delà de la Loire et les chefs s'accordent pour monter vers le nord, se fixant comme objectif Granville, où les Anglais pourraient débarquer, une fois la ville prise, pour amener des armes et des renforts. Les troupes vendéennes se traînent, combattent victorieusement à Laval et à Entrammes, mais sont défaites devant Granville le 14 novembre. La « Virée de Galerne », comme on a surnommé cet épisode, a tourné court. Le retour de ces hordes de soldats, de femmes et d'enfants qui les suivent, a quelque chose d'épique et de dérisoire : défaite devant Angers et au Mans (11 décembre). La Loire, cette fois-ci, est infranchissable et les troupes républicaines traquent les Vendéens dans les marais proches de Savenay le 23 décembre. Près de cinquante mille Vendéens meurent ainsi dans cette « Virée de Galerne ».
Une thèse a été avancée dans les années 1980 par l’historien Reynald Secher, qui parle de « génocide franco-français », estimant à 117 000 voire jusqu’à 250 000 le nombre de civils vendéens tués. Cette interprétation a été largement critiquée par la communauté historienne pour sa méthodologie et l’usage du terme "génocide", jugé inapproprié au regard du contexte et du droit international.
Les recherches contemporaines, notamment celles de Jacques Hussenet ou Jean-Clément Martin, suggèrent des chiffres plus prudents, situant les pertes civiles entre 100 000 et 150 000 morts, sans toutefois exclure l’ampleur des violences. Le débat historiographique reste ouvert, mais le consensus actuel tend à souligner la brutalité des répressions sans pour autant valider l’idée d’un plan d’extermination systématique.
Pourtant les combats ne s'arrêtent pas pour autant; ceux des chefs qui ont réussi à traverser la Loire avant Savenay (La Rochejaquelein et Stofflet), ceux qui n'ont pas participé à la « Virée de Galerne » (Joly, Charette et quelques autres), harcèlent les Républicains sans relâche, tandis qu'à Angers et à Nantes les représentants de la Convention, Francastel et Carrier, appliquent à leur manière la politique de la Terreur. Des prisonniers sont fusillés ou noyés à Nantes et Angers, pendant que, dans le bocage, embuscades et coups de force continuent. Pour mettre un terme à ces activités, le général Turreau organise les colonnes infernales, douze colonnes chargées d'anéantir la rébellion. Plusieurs se distinguent par leurs violences, violant, tuant, détruisant tout sur leur passage. Mais les Vendéens ne désarment, bien au contraire : la guerre étant plutôt devenue l'application du principe « œil pour œil, dent pour dent ». Ces pratiques commencent à gêner parmi les Républicains : Turreau est suspendu le 17 mai par le Comité de salut public et les colonnes sont renvoyées dans leurs casernes.
Après le 9 Thermidor sont entamées des négociations qui préludent à la paix, signée le 17 février 1795 à La Jaunaye, près de Nantes, par Charette et Sapinaud, puis par Stofflet deux mois plus tard. Mais souvent les combats se rallument et consument une paix mal assurée par un mauvais respect des clauses acceptées à La Jaunaye, et surtout par l'intérêt que porte le comte d'Artois, frère cadet de Louis XVI, à la guerre. Celui-ci pourtant, alors qu'il a débarqué à l'île d'Yeu avec de nombreux soldats anglais et français et qu'il est attendu par Charette, refuse de faire le pas de plus. Cette décision va ruiner la cause vendéenne. La guerre dans un pays saccagé est devenue sans espoir et les deux chefs, Stofflet d'abord en février 1796, puis Charette un mois plus tard sont arrêtés et fusillés à Angers puis à Nantes. La contre-révolution vendéenne est finie.
De la révolution au début du XIXe siècle, le paysage évolue, avec un recul du boisement au profit d'une agriculture qui s'intensifie. Ainsi en 1804 l'administration du département de Vendée rapporte qu'à la suite d'un défrichement trop intensif « Dans les parties élevées, il ne croît que de l'ajonc et de la bruyère; les landes incultes sont immenses (../..)Dans le Bocage, la chaleur est tempérée par l'ombre des arbres (../..)Le climat des marais dévore les habitants (../..)La plus grande partie des sources proviennent des forêts ». L'ingénieur en chef des Ponts-et-Chaussées, M. Pierre-Louis Champion-Labretonnière, précise dans une statistique de ce département que « l'avidité fait faire sur les bois des spéculations réellement effrayantes, et si une loi sage n'en arrête le cours, la marine est menacée de perdre ces ressources ». Un recul de la forêt est constaté dans tous les départements pour cette période. La Vendée est encore aujourd’hui (avec une forêt ne couvrant que 5,2 % environ de sa superficie) l'un des départements les moins boisés de France.

## Napoléon et la Vendée
Dans les années de troubles qui marquent le Directoire, les oppositions de gauche (jacobins) et de droite (royalistes) mettent en péril le gouvernement en place. Rien de surprenant donc qu'en avril 1799 les Vendéens appelés par les chefs royalistes reprennent les armes. Le général Travot s'y oppose jusqu'au 28 décembre, date à laquelle l'amnistie est décrétée par le général Bonaparte, nouveau Consul de France depuis le coup d'État du 18 brumaire, à tous ceux qui voudront bien déposer les armes.
La pacification de la Vendée s’achève alors, avec le concordat de 1801 signé par l'abbé Bernier et qui assure la liberté religieuse. Seuls quelques milliers d'acharnés, surtout situés dans l'est du département et dans les Deux-Sèvres, qui refusent cette main tendue, forment le schisme de la Petite Église et reprochent à Pie VII la signature de ce concordat.

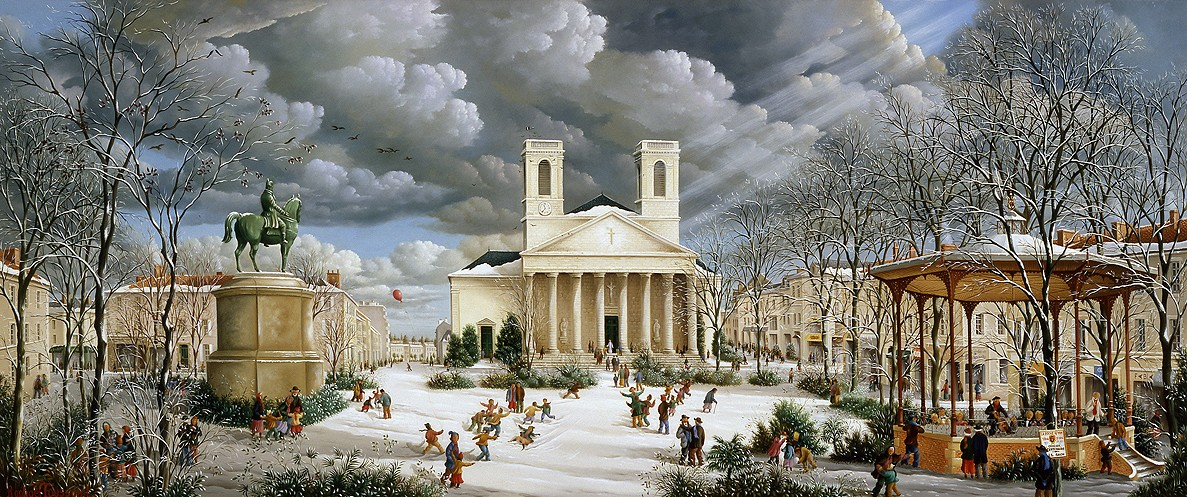
La place Napoléon à La Roche-sur-Yon par Raphaël Toussaint.

Bonaparte cherche à rétablir l'ordre et la confiance. Bien qu'admiratif de ces paysans qui ont fait selon ses mots une « guerre de géants », il les exempte de service militaire et, en même temps, pour mieux pacifier un département qu'il craint, il en transfère le chef-lieu à La Roche-sur-Yon, petit bourg plus central. Il y fait édifier une véritable ville nouvelle à vocation administrative et commerciale,,. Parallèlement, il réorganise l'économie en versant des subventions, crée une route de La Roche-Napoléon à Beauvoir-sur-Mer et développe l'enseignement secondaire en démarrant des établissements à Chavagnes, Fontenay-le-Comte, Les Sables-d'Olonne, Luçon et Montaigu.
Pourtant Napoléon, rompant avec ses promesses concernant la conscription, ranime les braises de la révolte : les insurgés se multiplient sur les cantons d'Aizenay, Palluau, La Mothe-Achard et le mouvement, que ne calme pas la restauration de la monarchie, s'amplifie au contraire avec le retour de Napoléon lors des Cent-Jours, touchant Pouzauges, Les Épesses, Chantonnay. Seules la victoire du général Travot à Rocheservière le 21 juin 1815 et l'abdication de Napoléon après Waterloo ont raison des troubles.

## LeXIXesiècle
La Vendée rentre alors dans la quiétude et l'anonymat historique, défendant cependant durant tout le siècle la tradition légitimiste, comme en 1832 où quelques troubles ont lieu, à la suite de l'action menée par la duchesse du Berry qui veut soulever la Vendée contre la Monarchie de Juillet. En fait, c'est désormais par la voie légale du vote que ce département affirmera son attachement à la légitimité.
Lorsqu'arrive le Second Empire, le sud vendéen, républicain en 1793, soutient Napoléon III, tandis que le reste se réfugie dans l'opposition ou l'abstention.
À partir de 1880, la situation politique devient plus complexe. Face aux partisans de la monarchie se développe en Vendée un courant républicain modéré, ancré surtout dans le sud. Le Marais poitevin quant à lui voit la survivance d'un bastion bonapartiste incarné par des personnalités comme Paul Le Roux. Le département est peu touché par l'ascension politique du général Boulanger à la fin des années 1880. Lors des élections de 1889, on note simplement un candidat se revendiquant explicitement boulangiste, et celui-ci ne recueille que 485 voix (soit 2,88% des suffrages) dans la première circonscription de la Roche-sur-Yon. La Vendée est divisée en bastions politiques, ainsi le nord est profondément fidèle aux monarchistes tels que Léon-Armand de Baudry d'Asson élu député de 1876 à 1914. Au sud, la ville de Fontenay-le-Comte permet aux républicains de remporter régulièrement des scrutins. La Vendée garde au XIXe siècle l'image d'un département conservateur. Même Georges Clemenceau apparaît comme un dangereux radical et cette situation de département coupé en deux se poursuit jusqu'en 1914.
Le dix-neuvième qui a surtout affirmé une certaine permanence de la vie rurale (laquelle a peu évolué depuis les années 1780) a cependant commencé d'implanter quelques industries : mines de charbon en bordure du massif forestier de Vouvant, en particulier à Faymoreau, tanneries et filatures de la vallée de la Sèvre, qui ont permis la naissance, comme partout ailleurs, d'un mouvement socialiste et syndicaliste.

## LeXXesiècle
L'ensemble des Vendéens paraît rentrer davantage dans le rang de la République avec la Première Guerre mondiale. Même si les rivalités politiques continuent d'être, tous contribuent à la défense de la patrie avec dévouement et efficacité. Depuis Georges Clemenceau, le Père la Victoire, devenu président du conseil en 1917, jusqu'aux poilus vendéens qui se distinguent dans les tranchées. . Au total, c'est près de 5% de la population vendéenne qui périt durant le conflit. La période de l'Entre-deux-guerres voit ressurgir entre gauche et droite, entre républicains et traditionalistes, entre bleus et blancs, les mêmes désaccords, et cela bien que le Parti radical soit mieux admis en Vendée, bien que Clemenceau soit désormais reconnu par les siens. Aux temps du Cartel des gauches (1924-1926) et du Front populaire (1936), les luttes électorales restent encore âpres et souvent intransigeantes.
Pour la Vendée, la Seconde Guerre mondiale, c'est l'occupation, les réfugiés des Ardennes, mais surtout, à partir de 1941, les gros travaux pour bâtir le mur de l'Atlantique, pour lesquels les Allemands réquisitionnent au maximum la main-d'œuvre. Pour faire tourner son économie, l'Allemagne tente d'abord de séduire des travailleurs volontaires. Nonobstant, l'échec à peu près total de l'opération la conduit à instaurer le STO. Quant aux collaborateurs, ils sont 318 et la plupart d'entre eux ne sont pas nés en Vendée. Bien sûr la résistance existe, même si les maquis (celui de la forêt de Mervent par exemple) ne sont pas réellement de grande envergure. 148 juifs s'y trouvèrent et la persécution à leur égard commença par leur exclusion de la fonction publique, la fermeture de leur entreprise et la spoliation de leur bien. En 1942, 10 sont arrêtés, 1 en 1943 et 46 au cours de la rafle de 1944. Sur ces 57, 53 périront, victimes de la Shoah. De juin à août 1944, la voie ferrée Nantes-Bordeaux et d'autres cibles stratégiques sont l'objet de 39 bombardements et 58 mitraillages. Sept avions alliés seront abattus et onze appareils allemands sont détruits. Un grand militaire, le général Jean de Lattre de Tassigny, apporte son essentielle contribution à la libération de la France et de l'Europe en commandant la 1re armée française jusqu'à la capitulation Nazi qu'il recueille au nom de la France à Berlin le 8 mai 1945.
Sous la quatrième et la Cinquième République, la Vendée reste à majorité conservatrice, votant dans son ensemble pour la droite en place. Mais l'évolution récente qui a entraîné industrialisation et développement du tourisme côtier, modernisation donc rupture de l'inertie du milieu rural et ouverture à d'autres hommes et à de nouvelles vues, tout a contribué depuis vingt-cinq ans à renouveler les mentalités vendéennes et à remettre en cause le rejet de la République et la glorification partisane de la légende vendéenne. Des mouvements actuels, nombreux chez les intellectuels, chez les écrivains, chez les responsables politiques, qui, le plus souvent, ont dépassé les clivages étroits, s'amplifient pour regarder en face, et avec plus de sérénité, une "Vendée en blanc et bleu" dont les deux parts coexistent, enrichissant ce département de leur complémentarité et de leur diversité.
En 1956, le découpage administratif sépare la Vendée du Poitou, la rattachant à la région Pays de la Loire.
Depuis les années 1970, la Vendée a connu un développement économique que l'on présente aujourd'hui souvent comme modèle, basé sur la croissance de petites ou moyennes entreprises familiales, dont certaines se sont fait une place à l'exportation. Le département s'est par ailleurs ouvert grâce au tourisme balnéaire ou à des installations plus atypiques comme le Puy du Fou, au désenclavement routier, et à des campagnes d'identification et de promotion comme le lancement de la course au large en solitaire du Vendée Globe. La croissance démographique de la Vendée, déjà affirmée, devrait connaître, selon les spécialistes, un véritable boom jusqu'aux années 2050.
Le Poitou étant déjà subdivisé en deux régions sous l'Ancien Régime : le Haut-Poitou (Vienne et Deux-Sèvres) et le Bas-Poitou (Vendée), contrairement au mouvement citoyen de Loire-Atlantique qui demande ardemment le rattachement de ce département à la Bretagne historique, peu de Poitevins (de Vendée ou des 2 autres départements historiques) demandent le rattachement de la Vendée au Poitou. L'Union pour la culture populaire en Poitou-Charentes-Vendée est anecdotique.[pas clair]

### Ouvrage général
- Aubin Gerard, La Vendee: des origines à nos jours, Bordessoules, 1982.  (ISBN 2-903504-07-5)

### Ouvrage de vulgarisation
- Michel Chamard, La Vendée pour les Nuls, First, 2014  (ISBN 978-2-7540-5655-7)